# Hendungen
Hendungen è un comune tedesco di 1 034 abitanti, situato nel land della Baviera.